# Смолей, Франц (хоккеист)
Франц Смолей (сербохорв. Франц Смолеј, словен. Franc Smolej, родился 18 июля 1940 года в Есенице) — югославский и словенский хоккеист, выступал на позиции нападающего. Значительную часть карьеры провёл в «Акрони Есенице», став 15-кратным чемпионом страны. За сборную Югославии играл на зимних Олимпийских играх 1964 года в Инсбруке, забросив на тех Играх 5 шайб (одну в ворота Австрии, по две в ворота Японии и Румынии), и на зимних Олимпийских играх 1968 года в Гренобле, забросив по одной шайбе в ворота Румынии и Финляндии.